# Museu Casa do Colono (Tibagi)
Museu Casa do Colono é um museu etnográfico localizado no Parque Risseti, em Tibagi, no estado do Paraná. O intuito é mostrar a casa, hábitos e costumes dos imigrantes europeus, além da atividade tropeira.

## História
O museu encontra-se em uma casa construída no início do século XX (em torno de 1926) pelo casal de ucranianos Miguel Klempons (em alguns sites mencionado também como Miguel Quewpovz) e Anastácia Klempons. Contém traços da arquitetura ucraniana com um paiol de curtume e sapataria, além de objetos do início do século passado.
Em 1937, por motivos de dívidas e ação hipotecária, os Klempons/Quewpovz venderam a propriedade para João José Rissetti. A propriedade além da casa possuía uma olaria, totalizando uma área de três alqueires. Já em 1952, após falecimento de João José Risseti, Joana, sua viúva, vendeu esta área de três alqueires com a casa, paiol e curtume rudimentar para Miroslau Javorski.
Na década de 80, Miroslau desativou o curtume e a casa ainda serviu para outras atividades.
A prefeitura adquiriu a propriedade e em 2003 o Museu do Colono foi inaugurado juntamente com o Parque Ecológico Passo do Risseti.

## Acervo
O acervo contém peças do cotidiano do imigrante europeu, móveis, objetos decorativos, roupas, é uma releitura da vida dos antigos colonos.
O museu possui o sótão/quarto do terror (usado antigamente para assustar as crianças mais peraltas, deixando-as no quarto cheio de bruxas e monstros).